# 赶黄草
赶黄草（學名：Penthorum chinense Pursh），又名扯根菜，俗名山黃鱔、水楊柳、水澤蘭，是四川古蔺出产的一种中藥材、苗醫藥材，當地苗人稱之為神仙草，生長在約海拔1000米的乌蒙山麓。是虎耳草目（Saxifragales）虎耳草科 (Saxifragaceae)扯根菜属(Penthorum Gronvexl)下屬植物扯根菜的陸上部分。

## 種植地區
赶黄草历来为野生植物，主要分布于华北、华东、中南及陕西、四川和贵州等地。近年来逐渐驯化变为家种，大量种植于四川省古蔺县境内，分佈在烏蒙山麓。2003年9月,“古蔺赶黄草”被国家质检总局颁布为“中国原产地域保护产品”，成为中国第一个受到原产地域产品保护的中成药。

## 中药用途
趕黃草始载于明代《救荒本草》，《天宝本草》亦有記載。现收载于《中华人民共和国卫生部部颁标准中药成方制剂十三册》附录，《中药大辞典》、《四川中药志》均有记载。
赶黄草为苗族传统药物，民间以其全草入药。其全草性温、味甘、无毒，具清热、利尿消尿、解毒、活血、平肝、健脾、祛黄疸等功效。主治黄疸、水肿、经闭、血崩、带下、跌打损伤，以及各型肝炎、胆囊炎、脂肪肝等。
在古蔺民间，至今流传有蜀军南征途经古蔺时全军困扰于不明病症，吃不下饭，浑身瘫软无力，并伴有恶心呕吐，随队军医束手无策，偶然访得民间苗家偏方神仙草，从而拯救了蜀军的传说。

## 藥理及毒副作用
- 会激活肝脏活力，增强代谢，在服用药物期间不建议使用赶黄草成分。
- 运动员慎用。
- 不可长期服用，对肾脏有影响。